# Hugo Meisl
Hugo Meisl (16. listopadu 1881, Malešov — 17. února 1937, Vídeň) byl rakouský fotbalový funkcionář českého původu.
Pracoval jako bankovní úředník, hrál amatérsky fotbal za Vienna Cricket and Football-Club. Více než na hřišti však vynikl v roli organizátora, kde uplatnil svůj diplomatický talent a jazykové znalosti. Stál u zrodu Rakouského fotbalového svazu a jeho vstupu do FIFA, na stockholmské olympiádě působil jako rozhodčí.
V letech 1919—1937 trénoval rakouskou fotbalovou reprezentaci známou jako Wunderteam, která počátkem třicátých let neprohrála 14 utkání v řadě, porazila např. Německo 6:0 a Švýcarsko 8:1 a byla pokládána za nejlepší mužstvo světa. Meisl týmu vnutil sofistikovanou týmovou taktiku, na kterou soupeři nedokázali najít recept, největší hvězdou jeho týmu byl další český rodák Matthias Sindelar. Na mistrovství světa ve fotbale 1934 dosáhli Rakušané vedení Meislem pouze na čtvrté místo, když ve vyrovnaném semifinále s domácím týmem rozhodly chyby rozhodčího Eklinda. Na berlínské olympiádě dovedl Meisl svůj tým k zisku stříbrných medailí.
V roce 1925 přišel Hugo Meisl s myšlenkou na pořádání Středoevropského poháru jako první pravidelné mezinárodní klubové soutěže. Po Meislově předčasném úmrtí na infarkt myokardu byla soutěž přejmenována na Meislův pohár, po anšlusu Rakouska se vrátila k původnímu názvu kvůli Meislovu židovskému původu.
Jeho mladším bratrem byl fotbalista a sportovní reportér Willy Meisl.